# Mats Rosseli Olsen
Mats Rosseli Olsen, född 29 april 1991 i Oslo, är en norsk ishockeyspelare. Han är vänsterskytt och spelar forward i Frölunda HC i SHL.
Rosseli Olsen ingick i laget när Frölunda HC vann SM-guld 2016. Den 27 april 2016, tre dagar efter SM-guldet, greps han av ordningsvakter efter att stormat planen under en match mellan IFK Göteborg och Malmö FF. Händelsen inträffade efter att matchen avbrutits då ett knallskott kastats in på planen.
Mats Rosseli Olsen missade hela säsongen 2023/2024 efter att han under slutspelet säsongen innan ådragit sig en hjärnskakning.

## Klubbar
- 2007-2009  Furuset IF, 1. divisjon
- 2009-2012  Vålerenga Ishockey, GET-ligaen
- 2012- 0000 Frölunda HC, SHL